# Бенедикт (Північна Дакота)
Бенедикт (англ. Benedict) — місто (англ. city) в США, в окрузі Маклейн штату Північна Дакота. Населення — 68 осіб (2020).

## Географія
Бенедикт розташований за координатами 47°49′49″ пн. ш. 101°5′4″ зх. д. / 47.83028° пн. ш. 101.08444° зх. д. (47.830139, -101.084344).  За даними Бюро перепису населення США в 2010 році місто мало площу 0,64 км², уся площа — суходіл.

## Демографія
Згідно з переписом 2010 року, у місті мешкало 66 осіб у 32 домогосподарствах у складі 18 родин. Густота населення становила 103 особи/км².  Було 35 помешкань (55/км²).
Расовий склад населення:
| - 95,5 % — білих - 1,5 % — чорних або афроамериканців |

До двох чи більше рас належало 3,0 %. Частка іспаномовних становила 3,0 % від усіх жителів.
За віковим діапазоном населення розподілялося таким чином: 21,2 % — особи молодші 18 років, 54,6 % — особи у віці 18—64 років, 24,2 % — особи у віці 65 років та старші. Медіана віку мешканця становила 47,0 року. На 100 осіб жіночої статі у місті припадало 69,2 чоловіків;  на 100 жінок у віці від 18 років та старших — 85,7 чоловіків також старших 18 років.
Середній дохід на одне домашнє господарство  становив 47 667 доларів США (медіана — 37 250), а середній дохід на одну сім'ю — 51 542 долари (медіана — 52 750). 
Цивільне працевлаштоване населення становило 31 особа. Основні галузі зайнятості: освіта, охорона здоров'я та соціальна допомога — 41,9 %, роздрібна торгівля — 16,1 %, науковці, спеціалісти, менеджери — 6,5 %, мистецтво, розваги та відпочинок — 6,5 %.